# Microrregión de Porto Nacional
La microrregión de Porto Nacional es una de las microrregiones del estado brasileño del Tocantins perteneciente a la mesorregión Oriental del Tocantins. Su población fue estimada en 2006 por el IBGE en 304.110 habitantes y está dividida en once municipios. Posee un área total de 21.197,989 km².

## Municipios
- Aparecida do Rio Negro
- Bom Jesus do Tocantins
- Ipueiras
- Lajeado
- Monte do Carmo
- Palmas
- Pedro Afonso
- Porto Nacional
- Santa Maria do Tocantins
- Silvanópolis
- Tocantínia

- Datos: Q2321711